# Москвитин, Лука
Лука́ Москви́тин (? — около 1608) — русский купец, землепроходец второй половины XVI — начала XVII века, исследователь Сибири.

## Детали биографии

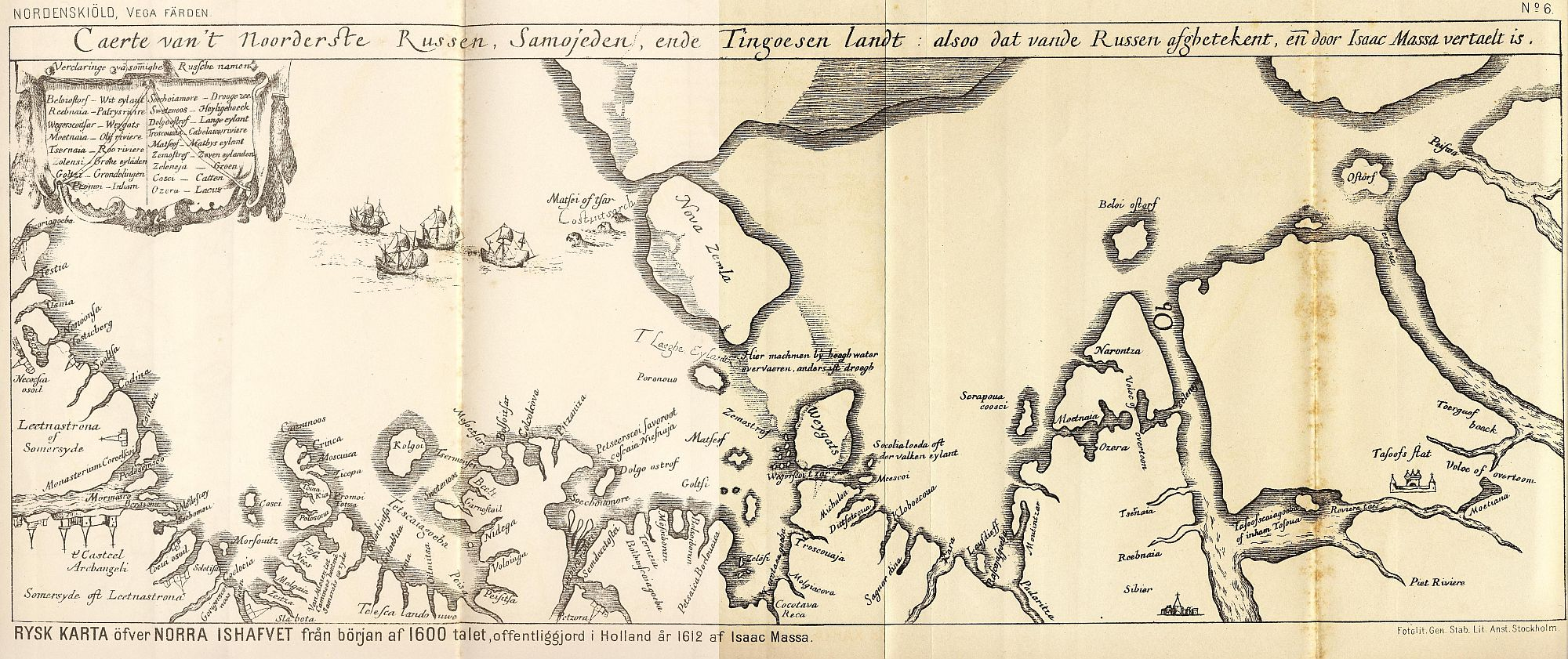
Карта севера России Исаака Массы (1612)

Возглавлял правительственную экспедицию, совершившую плавание вдоль арктического побережья к востоку от Обской губы. Весной 1605 года спустился на трёх кочах по Оби, вышел из Обской губы в Карское море и, повернув на восток, открыл два острова (Олений и Сибирякова). Суда Москвитина впервые заходили в Енисейский залив, побывали в низовье Енисея, затем продвинулись вдоль побережья на восток и обнаружили Пясинский залив, устье и низовья Пясины, положив начало открытию полуострова Таймыр.
На обратном пути Москвитин и часть его спутников умерли; остальные вернулись на Обь. По их «скаскам» был составлен доклад царю, пропавший в конце Смутного времени (до 1613 года). Однако не позднее 1609 года с этим важным документом ознакомился голландский купец Исаак Масса. Он сообщил на родину об экспедиции Москвитина и в 1612 году составил карту открытий морехода, дошедшую до наших дней.
Одновременно с кораблями Москвитина был отправлен отряд по суше, возможно уже известной дорогой на Мангазею и далее к устью Турухана, которому предписывалось оставаться «у реки, пока не придут лодки», с наказом вернуться через год, если они не дождутся флотилии. Отряд Москвитина получил от воеводы задание «тщательно изучить берег и всё то, что они найдут на нём достойным исследования. Они сделали то, что им было приказано», и даже больше: люди из сухопутного отряда побывали в горах (северо-западная часть плато Путорана, крутым уступом поднимающегося над равниной) и в полиметаллических рудах обнаружили серебро. Оба отряда встретились в устье Енисея. Сибирский воевода отправился в Москву с докладом об успехе предприятия.

### Первичные источники
- Масса, Исаак. Известия о Сибири // Сибирь в известиях западно-европейских путешественников и писателей, XIII—XVII вв. / М. П. Алексеев. — 3-е изд. — Новосибирск: Наука, 2006. — С. 204—226. — 504 с. — (СО РАН. Избранные труды). — 700 экз. — ISBN 5-02-032373-X.

### Вторичные источники
- Москвитин Лука // Арктическая энциклопедия: в 2 тт. / Отв. ред. Ю. Ф. Лукин. — М.: Паулсен, 2017. — Т. II. — С. 123. — 663 с. — (Полярная). — 1500 экз. — ISBN 978-5-98797-165-9.
- Магидович И. П., Магидович В. И. Первые морские походы к Енисею и полуострову Таймыр // Очерки по истории географических открытий: В 5 тт.. — 3-е изд., перераб. и доп. — М.: Просвещение, 1983. — Т. II. — С. 265—266. — 399 с. — 200 000 экз.